# المكتب الفلكي الإسلامي
المكتب الفلكي الإسلامي كان وكالة حكومية تابعة للإمبراطورية الصينية تأسست عام 1271 م في عهد الإمبراطور قبلاي خان من أسرة يوان. أسس المكتب في العاصمة خان بالق تحت إدارة مباشرة من عالم الفلك المسلم الفارسي جمال الدين البخاري، الذي كان ينحدر في الأصل من بخارى، وكان موجودًا جنبًا إلى جنب مع المكتب الفلكي الصيني التقليدي، كان هدف التأسيس هو الاستفادة من علوم المسلمين في الفلك، إذ كانت الاكتشافات والإسهامات الفلكية للمسلمين في أوجها. كانت كلتا الوكالتين تابعتين لمكتب السجلات والكتب السرية [الإنجليزية]. احتفظت المنظمة بمرصد وطاقم من حوالي 40 عالمًا وإداريًا، وكان العديد منهم من الفرس والعرب، وعملت خلال المراحل الأولى من أسرة تشينغ، وتوقفت أخيرًا عن الوجود في عام 1656. على الرغم من وجوده لمدة أربعة قرون تقريبًا، إلا أن القليل من سجلات المكتب لا تزال باقية. بشكل عام، وعلى الرغم من قيمته للحكومة وأهميته في تاريخ التبادل الثقافي الإسلامي الصيني في الإمبراطورية الصينية، فإن نشاط المكتب الفلكي الإسلامي لم يكن له تأثير قوي على إجراءات وعمليات علم الفلك الصيني بحسب الدراسات الصينينة.